# RedCTI
La Red Internacional de Ciencia, Tecnología e Innovación de Guatemala (RedCTI) es una red científica creada en 2005 por el Consejo Nacional de Ciencia y Tecnología (CONCYT), con el objetivo de fortalecer las capacidades científicas y tecnológicas del país mediante la vinculación de científicos guatemaltecos residentes en el extranjero con instituciones nacionales.

## Objetivos
La RedCTI busca fomentar la colaboración científica, el intercambio de conocimiento y la generación conjunta de proyectos que respondan a los desafíos socioeconómicos del país desde la perspectiva de la ciencia, la tecnología y la innovación. Entre sus propósitos fundamentales están:
- Vincular a la diáspora científica guatemalteca con sus pares locales.
- Proponer alternativas viables para el desarrollo científico-tecnológico nacional.
- Apoyar la formulación e implementación de políticas públicas en ciencia y tecnología.[2]

## Historia
La Red fue establecida durante el evento Converciencia de 2005, convocado por el CONCYT, en el cual participaron científicos guatemaltecos residentes fuera del país. En el cierre de dicho evento se firmó el acta constitutiva que dio origen a la RedCTI.
Desde entonces, la red ha contado con el respaldo de la Secretaría Nacional de Ciencia y Tecnología (SENACYT), que actúa como su órgano coordinador.

## Consejo Directivo
La RedCTI cuenta con un consejo directivo encabezado por las siguientes autoridades:
- Rodrigo José Vargas Rosales: Coordinador nacional y general, encargado de representar a la Red, presidir las sesiones y velar por el cumplimiento de los estatutos y disposiciones emitidas por el CONCYT y SENACYT.
- Kleinsy Yudrani Bonilla Landaverry: Coordinadora internacional, responsable de representar a la Red en eventos internacionales y coordinar las actividades con científicos guatemaltecos en el exterior.
- Juan Francisco Pérez Sabino: Miembro designado por la Comisión de Notables, colabora en las actividades de ciencia, tecnología e innovación en coherencia con las políticas gubernamentales.
- Gabriela Montenegro: Secretaria Nacional de Ciencia y Tecnología, proporciona el apoyo técnico y administrativo para el desarrollo de actividades de la Red.
- José Alejandro Ruíz Chután: Secretario del Consejo Directivo, responsable de levantar actas, dar seguimiento a resoluciones y resguardar la documentación oficial.

## Integración y participación
Según datos de la SENACYT (2022), la RedCTI contaba con 196 miembros, de los cuales el 46.2% residía fuera del país, principalmente en Estados Unidos, México, Francia, España y Reino Unido. La mayoría de sus integrantes posee títulos de posgrado, con un 65.8% de doctores (PhD).
En la actualidad la Red cuenta con más de 200 miembros.

## Contribuciones y actividades
La Red ha sido un espacio activo de articulación de la diáspora científica guatemalteca. Entre sus actividades destaca su participación en eventos de vinculación como Converciencia, y su contribución al diseño de planes de desarrollo científico y tecnológico. También ha trabajado en colaboración con otras iniciativas como la Organización de Mujeres en la Ciencia para el Mundo en Desarrollo (OWSD-Guatemala).